# 加藤泊治郎
加藤 泊治郎（かとう はくじろう、1887年（明治20年）6月8日 - 1951年（昭和26年）2月19日）は、日本の陸軍軍人。最終階級は陸軍中将。旧姓、三隅。

## 経歴
山口県出身。三隅熊五郎の五男として生れ、加藤家の養子となる。山口中学校を経て、明治43年（1910年）5月、陸軍士官学校（22期）を卒業し、同年12月、砲兵少尉に任官し、長崎重砲大隊付となる。大正5年（1916年）8月、兵科を憲兵科に移し憲兵中尉となり、憲兵練習所で学んだ。
以後、名古屋憲兵、青島憲兵、豊橋憲兵、浜松憲兵、姫路憲兵、京都憲兵、台湾憲兵隊、牛込憲兵の各分隊長を歴任。昭和5年（1930年）8月、憲兵司令部員となり、さらに中国政府応聘、憲兵司令部第3課長、麹町憲兵分隊長、宇都宮・延吉・奉天の各憲兵隊長、関東憲兵隊司令部総務部長、東京憲兵隊長などを経て、昭和15年（1940年）8月、陸軍少将に進級した。
朝鮮憲兵隊司令官、憲兵司令部本部長、関東憲兵隊司令官、憲兵司令官、北支那派遣憲兵隊司令官兼北支那特別警備隊司令官などを歴任し、昭和18年（1943年）10月、陸軍中将となった。昭和20年（1945年）8月に東部軍管区兵務部長の発令を受けたが、終戦により赴任できず、朝鮮北部でソ連軍の捕虜となった。1948年（昭和23年）1月31日、公職追放仮指定を受けた。昭和26年（1951年）2月、ウラジーミル監獄で病死した。

## 栄典
- 1911年（明治44年）3月10日 - 正八位[2]